# David Guest (militant)
David Guest (6 janvier 1911 - 28 juillet 1938) est un mathématicien et philosophe britannique qui s'est porté volontaire pour se battre pour les républicains pendant la guerre civile espagnole et est tué en Espagne en 1938.

## Biographie
Il est le fils de Leslie Haden-Guest (1er baron Haden-Guest). Il entre au Trinity College de Cambridge en 1929 et étudie de 1930 à 1931 à Göttingen en Allemagne, où il est condamné à deux semaines de prison pour activité politique antinazie. À son retour, il rejoint le Parti communiste à Cambridge en 1931. Là, Guest est devenu le chef d'une cellule du parti qui comprenait John Cornford (en), Guy Burgess, Donald Maclean, Victor Kiernan (en) et James Klugmann.
Après avoir quitté Cambridge, il enseigne les mathématiques et travaille pour le Parti communiste à la librairie populaire de Lavender Hill, où il enseigne pendant une courte période dans une école secondaire pour enfants anglophones à Moscou.
En 1938, il quitte son poste de professeur au University College de Southampton pour se porter volontaire pour les Brigades internationales combattant en Espagne.
Il est arrivé en Espagne le 31 mars 1938 et rejoint le Bataillon Britannique des Brigades internationales. Le bataillon est entré en action lors de la bataille de l'Èbre qui a commencé le 25 juillet 1938. Trois jours plus tard, le 28 juillet 1938, David Guest est tué sur la colline 481, à Gandesa par un tireur d'élite alors qu'il lisait un journal.
Après sa mort, des notes qu'il avait prises lors de ses conférences à la Marx Memorial Workers 'School ont été publiées sous le titre A Text Book of Dialectical Materialism en 1939.

## Publications
- Guest, David, (1939) A Text Book of Dialectical Materialism, Lawrence And Wishart (republished as Lectures on Marxist Philosophy (1963))